# Vicente Sierra Martínez
Vicente Sierra Martínez (Pontecesures, província de Pontevedra, 1900 - Vigo, 1981) fou un advocat i polític gallec. Llicenciat en dret, treballà com a advocat de l'estat a la Subdelegació d'Hisenda de Vigo. Com a polític, fou elegit diputat per la província de Pontevedra pel Partit Republicà Radical a les eleccions generals espanyoles de 1933.